# Færgeturen - En historie fra Færøerne
Færgeturen - En historie fra Færøerne er en dansk børnefilm fra 2004, der er instrueret af Leif Jappe og Kirsten Addemos.

## Handling
Filmen foregår på Færøerne og handler om 7-årige Armgards første rejse alene. Hendes mor har sendt hende af sted til Torshavn i nogle ærinder. På hjemvejen når Armgard ikke færgen, og det gør Barbara, som hun mødte og hjalp på udturen, heller ikke. Nu er det Barbaras tur til at hjælpe Armgard.